# Катастрофа Ту-124 под Мурманском (1970)
Катастрофа Ту-124 под Мурманском в 1970 году — авиационная катастрофа, произошедшая вечером в четверг 29 января 1970 года около Мурманска. Авиалайнер Ту-124В Ленинградского ОАО авиакомпании «Аэрофлот» выполнял плановый внутренний рейс SU-145 по маршруту Ленинград — Мурманск, но при заходе на посадку в Мурманском аэропорту Килпъявр лайнер столкнулся с сопкой и разрушился. Погибли 11 человек на борту из 38 — 32 пассажиров и 6 членов экипажа.

## Самолёт
Ту-124В с бортовым номером СССР-45083 (заводской — 5351706, серийный — 17-06) был выпущен ХГАПП 31 мая 1965 года в варианте с вместимостью салона на 56 пассажиров. 2 июня того же года самолёт поступил к Главному управлению гражданского воздушного флота, где его направили в Ленинградский авиаотряд Северного (впоследствии — Ленинградского) управления ГВФ. На момент катастрофы борт 45083 имел 7425 часов налёта и 5854 посадки.

## Экипаж
Ту-124 пилотировал экипаж из 205-го авиаотряда, состоящий из:
- Командир воздушного судна (КВС) — Даниил Антонов

- Второй пилот — Владислав Лазовский

- Штурман — Леонид Аржавитин

- Бортмеханик — Валерий Кравченко

В салоне самолёта работали 2 стюардессы
- Тамара Народицкая

- Людмила Стефанская

## Хронология событий
В 17:57 рейс 145  вылетел из ленинградского аэропорта Шоссейная, его выполнял Ту-124В борт СССР-45083, который выполнял рейс из Ленинграда в Мурманск. После набора высоты занял эшелон 8400 метров, а на его борту находилось 38 человек — 32 пассажира и 6 членов экипажа.
На подлёте к мурманскому аэропорту Килпъявр (Килп-Явр), в 19:13 экипаж получил указание от авиадиспетчера о снижении до высоты 2400 метров и условия захода на посадку магнитным курсом 35°. После этого командир начал выполнять снижение. Погодные условия в это время были лётными: облачность с нижней границей 470 метров, видимость 6 километров. В 19:21 диспетчер дал указание рейсу 145 снижаться до высоты 1500 метров, а затем до 700 метров. 

### Катастрофа
В 19:22 командир подтвердил приём информации. В 19:25 экипаж доложил о выполнении четвёртого разворота, из которого вышел в 40 километрах от ВПП и в 10 километрах правее её оси. Самолёт в это время продолжал снижаться, хотя диспетчер аэропорта Килпъявр ещё не видел борта 45083 на экране радиолокатора. К тому же связь в это время была неустойчивой, так как соседние аэропорты в регионе вели переговоры с другими самолётами.
В 19:27 Ту-124 в посадочной конфигурации (выпущены закрылки и шасси) под отрицательным углом тангажа 3° в темноте зацепил крылом покрытую лесом сопку между озёрами Кодъявр и Шовнаявр и упал на её склон. Столкновение произошло на высоте 320 метров над уровнем моря и на 240 метров выше уровня аэродрома, в 29,5 километрах от торца ВПП и 8 километрах правее её оси. Продолжая движение, авиалайнер заскользил вниз по покрытому снегом склону, имевшего уклон 4—4,5°. От ударов о деревья оторвало крылья и двигатели, а фюзеляж разломило позади пилотской кабины. В общей сложности фюзеляж протащило на расстояние 624 метра. Пожара на месте падения не возникло.
Непосредственно от удара самолёта о деревья погибли 5 человек. В связи с сильным холодом, ещё 6 человек вскоре погибли от переохлаждения до прибытия спасателей. Всего в катастрофе погибли 11 человек: 3 члена экипажа (командир, штурман и бортмеханик) и 8 пассажиров.

## Причина
Основной причиной катастрофы была названа ошибка командира самолёта, который начал снижение ниже безопасной высоты, хотя не видел земных ориентиров. В свою очередь диспетчер также совершил ошибку, разрешив самолёту осуществлять снижение и заход на посадку, не видя его при этом на экране радиолокатора. Одной из причин этого стало влияние находящейся близ аэропорта небольшой сопки, создавшей слепой сектор на радиолокаторе. Среди сопутствующих причин катастрофы стал относительно небольшой налёт на самолётах Ту-124 сразу у трёх членов экипажа: второго пилота, штурмана и бортмеханика, что повышало нагрузку на командира. При этом штурман ещё и находился в подавленном психологическом состоянии, так как незадолго до этого погиб его отец.